# Clubes do Arco Alpino
Os Clubes do Arco Alpino (CAA)  foi fundado a 18 de Novembro de 1995 em Schaan no Liechtenstein, que como o seu nome indica é uma associação dos clubes alpinos mais representativos de cada país, com a finalidade de defender os seus interesses comuns principalmente em relação ao alpinismo, à protecção da natureza e ordenamento do território alpino e cultura alpina.
Os membros da CAA são:
- Alpenverein Südtirol (AVS) - Tirol do Sul
- Fédération Française des Clubs Alpins et de Montagne (FFCAM) - França
- Club Alpino Italiano (CAI) - Itália
- Deutscher Alpenverein (DAV) - Alemanha
- Liechtensteiner Alpenverein (LAV) - Liechtensteiner
- Oesterreichischer Alpenverein (OeAV) - Austria
- Planinska Zveza Slovenije (PZS) - Eslovénia
- Schweizer Alpen-Club (SAC) - Suíça